# Robert Bouten
Robert Adriaan Bouten (Oss, 8 november 1984), bijgenaamd Teek, is een Nederlandse slalomkanoër. Zijn specialiteit is de K1 slalom in de kajak, waarin hij diverse malen Nederlands kampioen is geworden. Hij nam ook eenmaal deel aan de Olympische Spelen, maar won bij die gelegenheid geen medaille.
In 1996 raakte hij in aanraking met het kanovaren doordat Bouten met een klasgenootje dit deed. Hierna werd hij lid van Volmolense Kano Club in Waalre. In 1999 werd hij gecoacht door Han Bijnen en van hem leerde hij in het bijzonder kanotechnieken, motivatie en wedstrijdvoorbereiding. 
Bouten neemt deel aan de Olympische Spelen van 2008 in Peking, nadat hij bij Wereldbekerwedstrijden op de opgeschoonde lijst een plaats bij de eerste zestien behaalde.
Hij is ongehuwd en woont in Zoetermeer en studeert werktuigbouwkunde op de TU Delft. Zijn hobby's zijn webdesign en piano spelen.

## Prestaties
- 2000: deelname JWK in Slowakije
- 2002: deelname World Cup in Tsjechië
- 2007: 25e WK in Brazilië
- 2007: 6e  EK teams in Slowakije
- 2006: 8e  World Cup 1 in Griekenland
- 2002: 8e JWK in Polen
- 2008: 9e Olympische Spelen Beijing